# Skedkejsarfoting
Skedkejsarfoting (Julus scandinavius) är en mångfotingart som beskrevs av Robert Latzel 1884. Skedkejsarfoting ingår i släktet Julus och familjen kejsardubbelfotingar. Arten är reproducerande i Sverige. Inga underarter finns listade i Catalogue of Life.